# Psalm 68

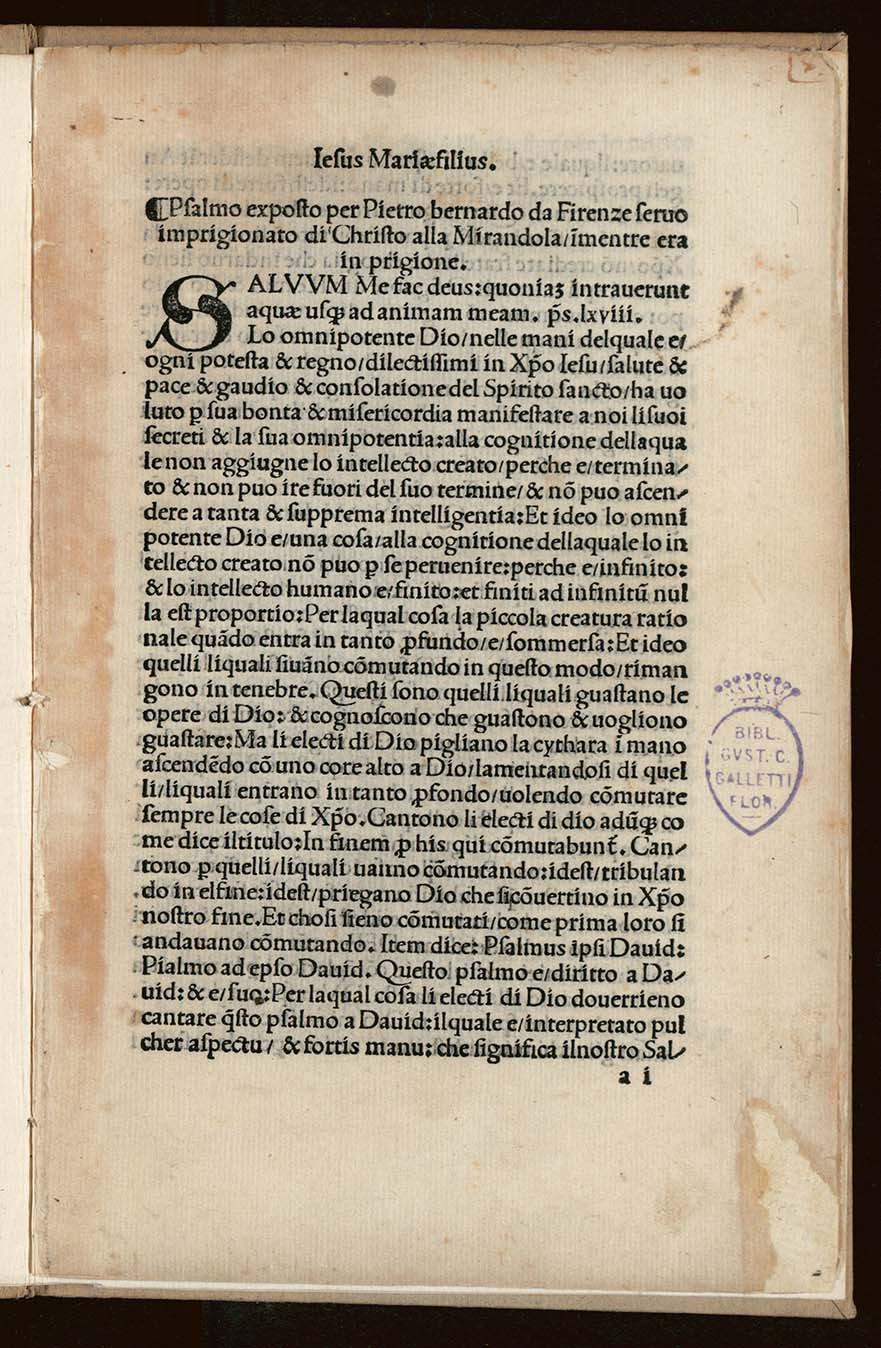
Pietro Bernardino, Esposizione del salmo 68, 1500

Der 68. Psalm (nach griechischer Zählung der 67.) ist ein Psalm Davids aus dem zweiten Buch des Psalters. In seinem Grundbestand zählt er wahrscheinlich zu den ältesten überlieferten Psalmen.

## Inhalt
Der Psalm stellt einen umfassenden Lobpreis Gottes aufgrund von dessen Taten dar. In den ersten Versen (2–4) wird das Schicksal der Feinde Gottes auf der einen Seite geschildert, während gezeigt wird, wie sich die Gerechten freuen dürfen. Gott wird als Helfer der Schutzlosen gepriesen (Vers 5–7). Anschließend wird, in ähnlichen Worten wie im Deboralied (Richter 5,4-5 ), das Erscheinen Gottes auf dem Sinai beschrieben und die Gabe von fruchtbringendem Regen durch Gott gepriesen (Vers 8–11). Der Sieg über die Feinde wird anschließend weiter ausgeführt (Vers 12–15) und in Vers 18 und 19 abgerundet. Anschließend wird Gott für seine Hilfe gelobt und an die Vernichtung der Feinde Gottes erinnert (Vers 20–24). In den Versen 25 bis 28 wird dann der Festzug, in dem der HERR (repräsentiert durch die Bundeslade) ins Heiligtum einzieht, beschrieben. Im Schlussteil (Vers 29–36) werden auch die fremden Völker aufgefordert, Gott zu loben.

## Kirchenmusikalische Rezeption
Georg Friedrich Händel vertonte 1717/18 den 68. Psalm im Chandos Anthem Nr. 11 Let God arise (HWV 256).
Er bildet des Weiteren die Grundlage für den Choral Erhebet er sich, unser Gott (EG 281) von Matthias Jorissen aus dem Jahr 1798.
In der Reformierten Kirche wird der Psalm 68 bis heute nach der Melodie „Es sind doch selig alle“ von Matthias Greitter gesungen, sie befindet sich auch als EG 76 O Mensch bewein dein Sünde groß im Evangelischen Gesangbuch (Stammteil). Insbesondere Vers 6 „Anbetung, Ehre, Dank und Ruhm“ ist die heimliche Kirchenhymne der Reformierten, in vielen Gemeinden ist Vers 6 bis heute fester Bestandteil der Abendmahlszeremonie. Vielerorts findet bis heute der Satz von Claude Goudimel Verwendung.